# Trioza beesoni
Trioza beesoni är en insektsart som först beskrevs av Robert Malcolm Laing 1930.  Trioza beesoni ingår i släktet Trioza och familjen spetsbladloppor. Inga underarter finns listade i Catalogue of Life.